# Antonello Caporale

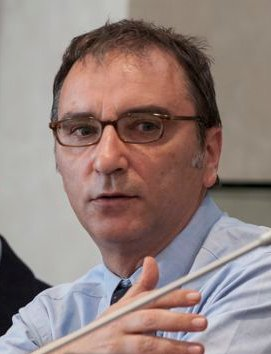
Antonello Caporale al Festival internazionale del giornalismo (2012)

Antonello Caporale (Palomonte, 11 settembre 1961) è un giornalista e saggista italiano.

## Biografia
Nel 1985 si laurea in Giurisprudenza all'Università degli Studi di Salerno, con una tesi di laurea sui limiti e le incongruenze della legislazione d'emergenza per le aree terremotate. Si trasferisce a Roma, dove consegue, presso la Libera università internazionale degli studi sociali Guido Carli (Luiss), il master in Giornalismo e comunicazioni di massa. Dopo una breve parentesi al quotidiano l'Unità, viene assunto da La Repubblica nel giugno del 1989.
Inviato del giornale, vi scrive di politica ed è stato ideatore e autore delle interviste "Senza rete", poi raccolte, con l'aggiunta di alcuni inediti, in un volume dal titolo La Ciurma. Ha firmato "Il Breviario", rubrica quotidiana di pillole di vita politica e, su Repubblica.it, "Piccola Italia".
Ha fondato l'Osservatorio permanente del doposisma della Fondazione MIdA.
Lasciata la Repubblica, nel settembre 2012 è passato lavorare per Il Fatto Quotidiano, di cui è caporedattore.

## Pubblicazioni
- 2011 - Controvento. Il tesoro che il Sud non sa di avere - Mondadori
- 2010 - Terremoti Spa. Dall'Irpinia all'Aquila. Così i politici sfruttano le disgrazie e dividono il Paese - Rizzoli
- 2009 - Peccatori. Gli italiani nei dieci comandamenti - Baldini Castoldi Dalai editore
- 2008 - Mediocri. I potenti dell'Italia immobile - Baldini Castoldi Dalai editore
- 2007 - Impuniti. Storia di un sistema incapace, sprecone e felice - Baldini Castoldi Dalai editore
- 2006 - La ciurma. Incontri straordinari sul barcone della politica - L'Ancora del Mediterraneo

## Documentaristica
- 2014: La vita è un treno, tremila chilometri di binari morti, docu-serie per il web. Regia di Enzo Monteleone.
- 2014: Alfabeto, Alla radice del lavoro, docu-serie per il web. Regia di Toni Trupia.